# Coche (île)
Pour les articles homonymes, voir Coche.
L'île de Coche (en espagnol : Isla de Coche) est une des trois îles qui forment l'état de Nueva Esparta, au Venezuela. Elle est située dans la mer des Caraïbes, entre l'île Margarita et le continent. Les deux autres îles sont l'île Margarita, qui est l'île principale de l'État, et Cubagua, qui est la plus petite.

## Géographie
D'une superficie de 55 km2, l’île de Coche est située à 6,7 km au sud de Margarita et à 9,5 km à l'ouest-nord-ouest de la punta Celina, sur la côte vénézuélienne. Elle mesure 11 km de long sur 6 km de large. Sa population s'élevait à environ 8 200 habitants, selon le recensement de 1999. Le point culminant de l'île a une altitude de 60 m. Le climat est tropical, avec une température qui oscille entre 27 et 38 °C.
L'île forme la municipalité de Villalba dont le chef-lieu est San Pedro de Coche. Les autres localités sont El Bichar, Guinima, El Amparo, El Guamache et La Uva.
L'économie repose essentiellement sur le tourisme.

## Histoire
L'île fut découverte en 1498 par Christophe Colomb. Les premières tentatives de colonisation de l'île datent du début du XVIe siècle. Il y avait auparavant une population de réfugiés originaires de la ville de Nueva Cádiz, qui avait été détruite par une tempête tropicale. Tous les colons abandonnèrent l'île Coche en 1574. L'île est habitée de manière ininterrompue depuis le XIXe siècle.
Dans la première moitié du XXe siècle, fut découvert dans la bibliothèque de Cumaná, un document écrit par un moine franciscain signalant la découverte d'un bateau sur l'île de Coche avec l'inscription en relief « John Bober Polonus, 1726 ». Le voyageur et écrivain polonais Arkady Fiedler s'efforça de trouver d'autres renseignements sur le mystérieux John Bober. Le résultat de ses recherches fut une fiction en trois volumes : Wyspa Robinsona (L'île des Robinsons), Orinoko (Orénoque) et Biały Jaguar (Le Jaguar blanc).

## Galerie

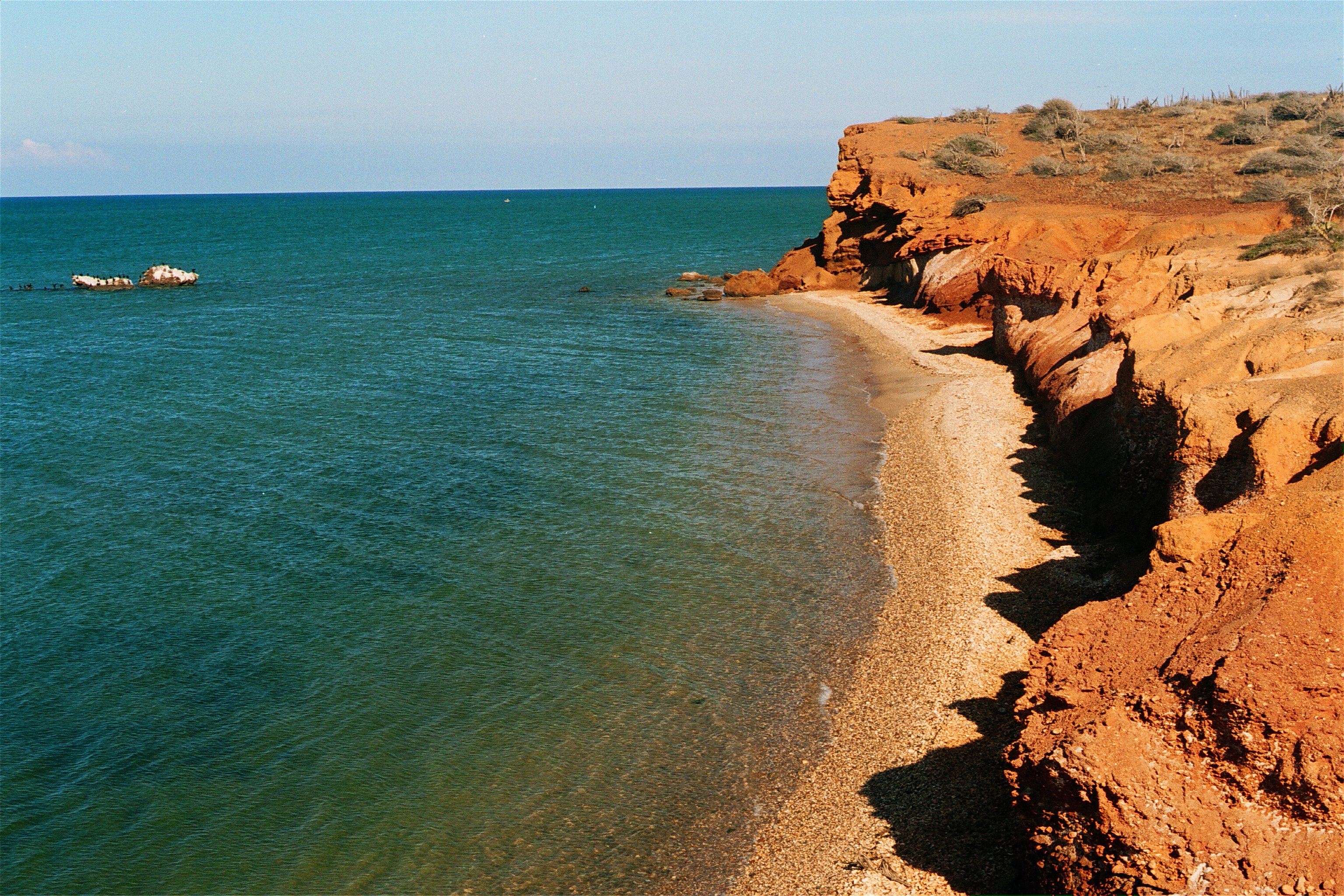
Plage El Amor sur l'île de Coche
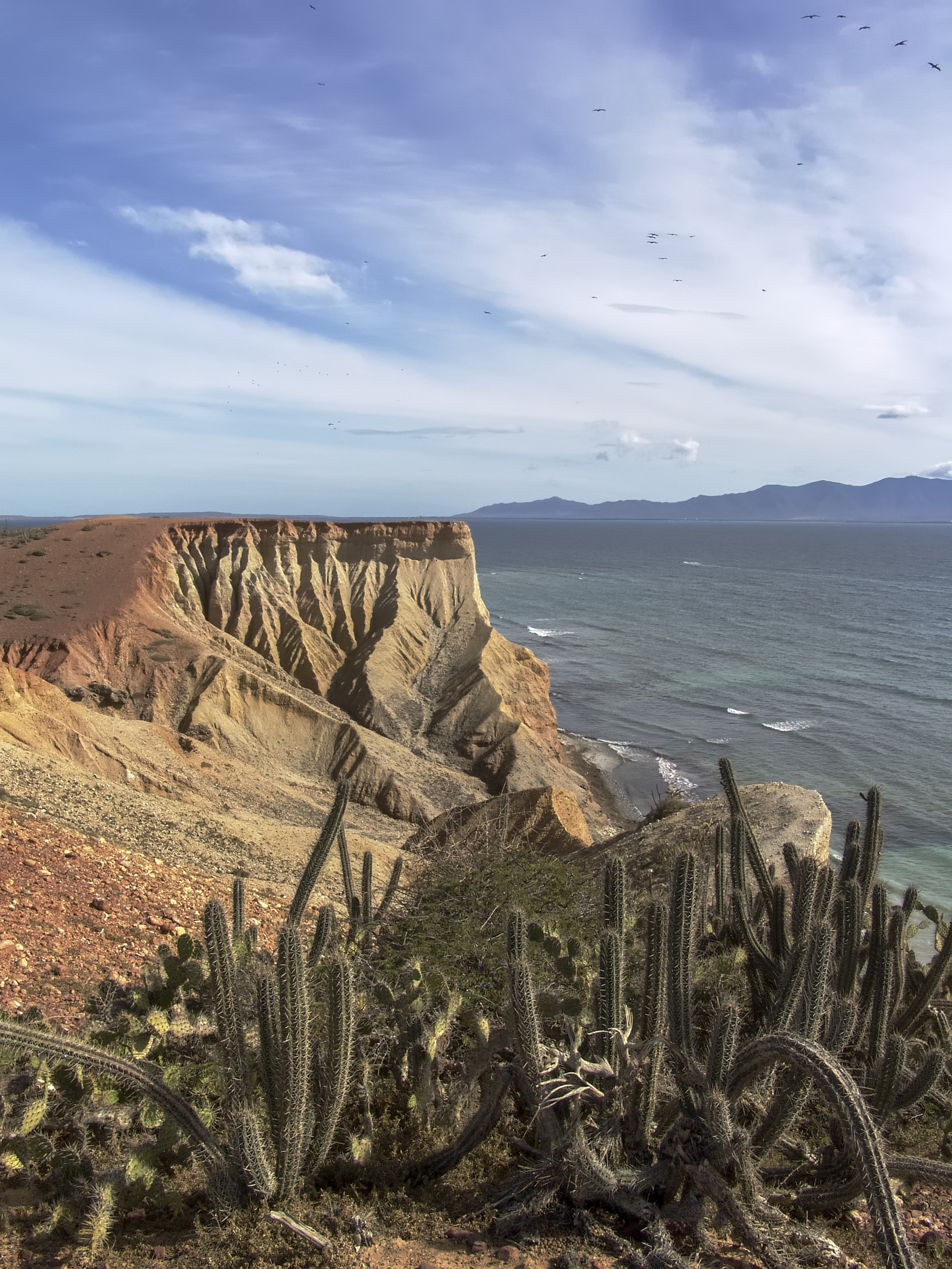
El Coco sur l'île de Coche
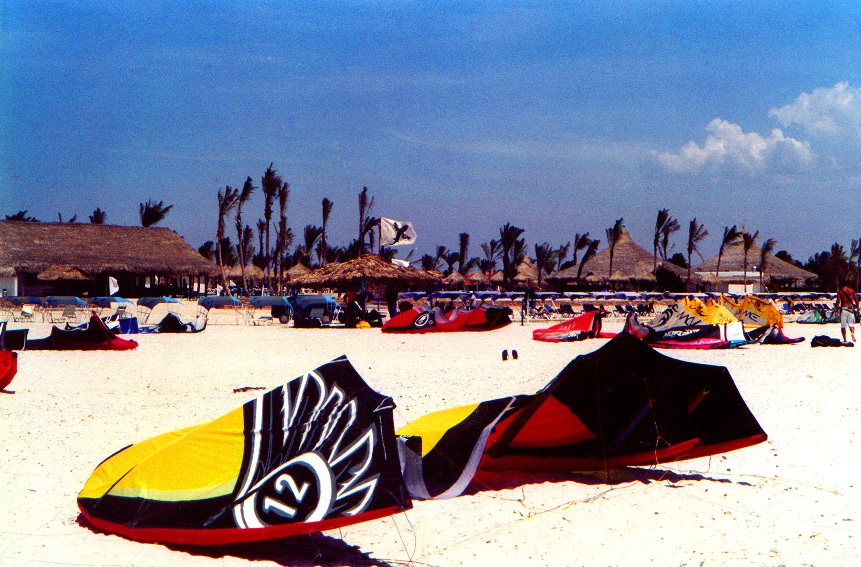
Powerkites sur l'île de Coche